# Liste der spanischen Gesandten bei den Hansestädten
Dies ist eine Liste der spanischen Gesandten und bevollmächtigten Minister bei den drei freien Hansestädten Lübeck, Bremen und Hamburg (1621 bis 1870).

## Geschichte

Europa und die zersplitterte Staatenwelt des Heiligen Römischen Reichs (um 1789)
Spanien (ohne außereurop. Besitzungen)

Die Voraussetzungen zur Niederlassung der Spanier in Hamburg lagen vor allem in den sich ab 1492 verlagernden europäischen Wirtschafts- und Handelsschwerpunkten, und den sich dadurch – vor allem zwischen Spanien und Hamburg – intensivierenden Handelsbeziehungen. Hinzu kamen Hamburgs politische Neutralität und handelsgeographisch vorteilhafte Lage zwischen den sich ergänzenden Wirtschaftsräumen im Nordosten und Südwesten Europas, die seine Entwicklung zu einem wichtigen Kapital- und Handelsmarkt begünstigten. Trotz gegensätzlichster Unterschiede in konfessioneller, politisch-rechtlicher, wirtschaftlicher und sozialer Hinsicht, profitierten die Weltmacht Spanien und die drei norddeutschen Stadtstaaten über Jahrhunderte erheblich von der gegenseitigen wirtschaftlichen und politischen Annäherung.
Bereits im 15. Jahrhundert bestanden Handelsbeziehungen zwischen hansischen und kastilischen Kaufleuten. Die politischen Außenbeziehungen liefen zu dieser Zeit noch über den spanischen Botschafter am kaiserlichen Hof in Wien bzw. die kaiserlichen Gesandten bei den Hansestädten, wobei damals auch ein kommunaler Austausch von Handelsgesandtschaften üblich war. Mit dem schwindenden kaiserlichen Einfluss auf die Außenhandelsbeziehungen des Reiches, entwickelte sich auch eine eigenständige Außenpolitik der Hansestädte. Während des Dreißigjährigen Kriegs (1618–1648) kam es 1621 zur Aufnahme diplomatischer Beziehungen, die durch den Westfälischen Frieden (1648) international anerkannt wurden. Für die drei Hansestädte entstand hieraus eine Art Dreiecksbeziehung mit dem Wiener Hof: zum einen aufgrund der u. a. aus sicherheitspolitischen Gründen akzeptierten Oberhoheit der römisch-deutschen Kaiser, zum anderen auch aufgrund des zu jener Zeit sowohl in Wien als auch in Madrid regierenden Hauses Habsburg. Für Spanien konzentrierte sich das bilaterale Verhältnis insbesondere auf handelspolitische Angelegenheiten, jedoch auch immer in Hinblick auf seine Konkurrenz zu anderen Kolonialmächten. Der spanische Hof bestellte nach Hamburg nahezu ausschließlich Berufsdiplomaten, oft aus dem Umfeld des baskischen Adels von Bilbao. Eine Ausnahme als Diplomat aus einem kaufmännischen Umfeld bildete der 1768 zum Gesandten ernannte Antonio de Sanpelayo. Während der napoleonische Kontinentalsperre kam es von 1811 bis 1814 zu einer Unterbrechung der Beziehungen. Ab 1815 gehörten spanische Unternehmer kurzzeitig zu den einflussreichsten ausländischen Handelsgemeinschaften in Hamburg, verloren jedoch im Laufe der darauffolgenden Jahre an Bedeutung, als die Länder Lateinamerikas ihre Unabhängigkeit gegenüber Spanien gewannen. Ab den 1830er Jahren schlossen die Hansestädten bilaterale Handels-, Schifffahrts- und Freundschaftsverträge mit den neu-gegründeten lateinamerikanischen Staaten, die dann meist ihre eigenen Vertretungen in Hamburg eröffneten. Mit dem Beitritt der Hansestädte zum Deutschen Reich (1871) wurde die spanische Gesandtschaft in ein Generalkonsulat umgewandelt.

## Missionschefs
Bis 1806 erfolgte eine regelmäßige Zusatzakkreditierung bei den Ständen des Niedersächsischen Kreises, bis 1866 auch im Königreich Hannover und bis 1870 in den Herzogtümern Mecklenburg-Schwerin und Oldenburg.

### Spanische Gesandte bei den Hansestädten
1621: Aufnahme diplomatischer Beziehungen
| Ernennung/ Akkreditierung | Abberufung | Name                               | Anmerkungen | ernannt von    | akkreditiert bei |
| ------------------------- | ---------- | ---------------------------------- | --- | -------------- | ---------------- |
| 1621                      |            | Hans Jacob zum Pütz                | | Philipp IV.    |                  |
| 1638                      | 1652       | Manuel Bocarro Francês             | (* 1588; † 1662) | Philipp IV.    |                  |
| 1652                      |            |                                    | |                |                  |
|                           | 1679       |                                    | |                |                  |
| 1679                      | n. a.      | Johann Christoph Hagedorn          | († k. A.) nur ernannt, keine Akkreditierung. | Karl II.       | –                |
|                           | 1725       |                                    | |                |                  |
| 1725, Feb.                | 1729       | Antonio Casado y Velasco           | (* 1703; † 1740) ab April 1724 akkr. beim Niedersächs. Kreis, ab März 1725 auch akkr. in Dänemark                                                                                | Philipp V.     |                  |
| 1740                      | 1758       | Jaques (Bautista) Poniso           | († 1758) Geschäftsträger | Philipp V.     |                  |
| 1758                      | 1768       | vakant                             | | Ferdinand VI.  |                  |
| 1768                      | 1777       | Antonio de Sanpelayo               | (* 1738; † 1778) Kaufmann | Karl III.      |                  |
| 1777, Feb.                | 1791, Jun. | Manuel d'Urqullu                   | (* 1731; † 1793) | Karl III.      |                  |
| 1794                      | 1796       | Juan Bautista Virio                | (* 1753; † 1837) | Karl IV.       |                  |
| 1796, Apr.                | 1798, Mär. | Nicolas Blasco d'Orozco            | (* 1764; † 1840) von 1794 bis 1795 Geschäftsträger in Österreich, 1798 bis 1799 Gesandter in der Cisalpinischen Republik und 1802 bis 1808 im Königreich Italien (beide Mailand) | Karl IV.       |                  |
| 1798, Nov.                | 1803, Mär. | José Joaquín Ocáriz                | (* 1750; † 1805) bevollmächtigter Minister, 1795 bis 1797 Geschäftsträger in Frankreich, 1803 bis 1805 Gesandter in Schweden                                                     | Karl IV.       |                  |
| 1803, Sep.                | 1805, Aug. | Jacob Gottfried von Rechteren      | (* 1736; † 1831) | Karl IV.       |                  |
| 1805                      | 1809, Okt. | Juan-José Ranz de Romanillos       | (* 1766; † 1818) Geschäftsträger | Karl IV.       |                  |
| 1809, Okt.                | 1811       | Juan Bautista Virio (II. Amtszeit) | (* 1753; † 1837) | Joseph I.      |                  |
| 1811                      | 1814       |                                    | Unterbrechung der Beziehungen |                |                  |
| 1815                      | 1817       | José de Yznardy y Yzquierdo        | († 18??), ab 1817 Gesandter in Dänemark | Ferdinand VII. |                  |
| 1817, Jan.                | 1820       | Evaristo Pérez de Castro Brito     | (* 1778; † 1848) von 1820 bis 1821 spanischer Außenminister und 1838 bis 1840 Außenminister und Ministerpräsident                                                                | Ferdinand VII. |                  |
| 1820                      | 1821       | Mariano de Montalvo                | (* 1780; † 1840) 1834 bis 1840 Gesandter in Griechenland | Ferdinand VII. |                  |
| 1826                      | 1828       | Juan Nepomuceno de Vial            | (* 1783; † 1835) von 1828 bis 1830 Gesandter in Sachsen, 1831 bis 1833 Botschafter im Osmanischen Reich und 1833 bis 1834 im Vereinigten Königreich                              | Ferdinand VII. |                  |
| 1829                      | 1841       | José Tiburcio de Vivanco           | | Ferdinand VII. |                  |
| 1846                      | 1849       | Henry Huth                         | (* 1815; † 1878) britischer Bibliophil; war nach Hamburg nicht mehr als Diplomat tätig                                                                                           | Isabella II.   |                  |
| 1849                      | 1849       | Carl Friedrich Ludwig Westenholz   | (* 1825; † 1898) ab 1869 österreich-ungarischer Gesandter bei den Hansestädten                                                                                                   | Isabella II.   |                  |
| 1855, Mär.                | 1855, Nov. | Meliton Lujan                      | | Isabella II.   |                  |
| 1855, Nov.                | 1857       | Miguel de Tovar                    | | Isabella II.   |                  |
| 1857                      | 1862       | Plácido Jove y Hevia               | (* 1823; † 1909) | Isabella II.   |                  |
| 1863                      | 1870       | Emilio García Olloqui              | (* 1821; † 1893) | Isabella II.   |                  |

1870: Auflösung der Gesandtschaft

### Spanische Generalkonsuln in Hamburg
Bis heute ist Hamburg ein Zentrum der deutsch-spanischen und deutsch-lateinamerikanischen Beziehungen geblieben, mit zahlreichen Verbindungen zur spanischsprachigen Welt. An institutionellen Einrichtungen wurde u. a. 1916 der Lateinamerika Verein e. V. (LAV) gegründet, 1962 das heute als German Institute of Global and Area Studies firmierende sozialwissenschaftliche Institut für Iberoamerika-Kunde, 1988 das Lateinamerika-Zentrum der Universität Hamburg (LASt), 1991 das Instituto Cervantes Hamburg, und 2011 die EU-Lateinamerika-Karibik-Stiftung (EU-LAC).

#### Spanische Generalkonsuln im Deutschen Reich
- 1870–1872: Carlos de Ortega y Morejón
- 1872–1874: Tomás Ortuño

…

#### Spanische Generalkonsuln in der Bundesrepublik Deutschland

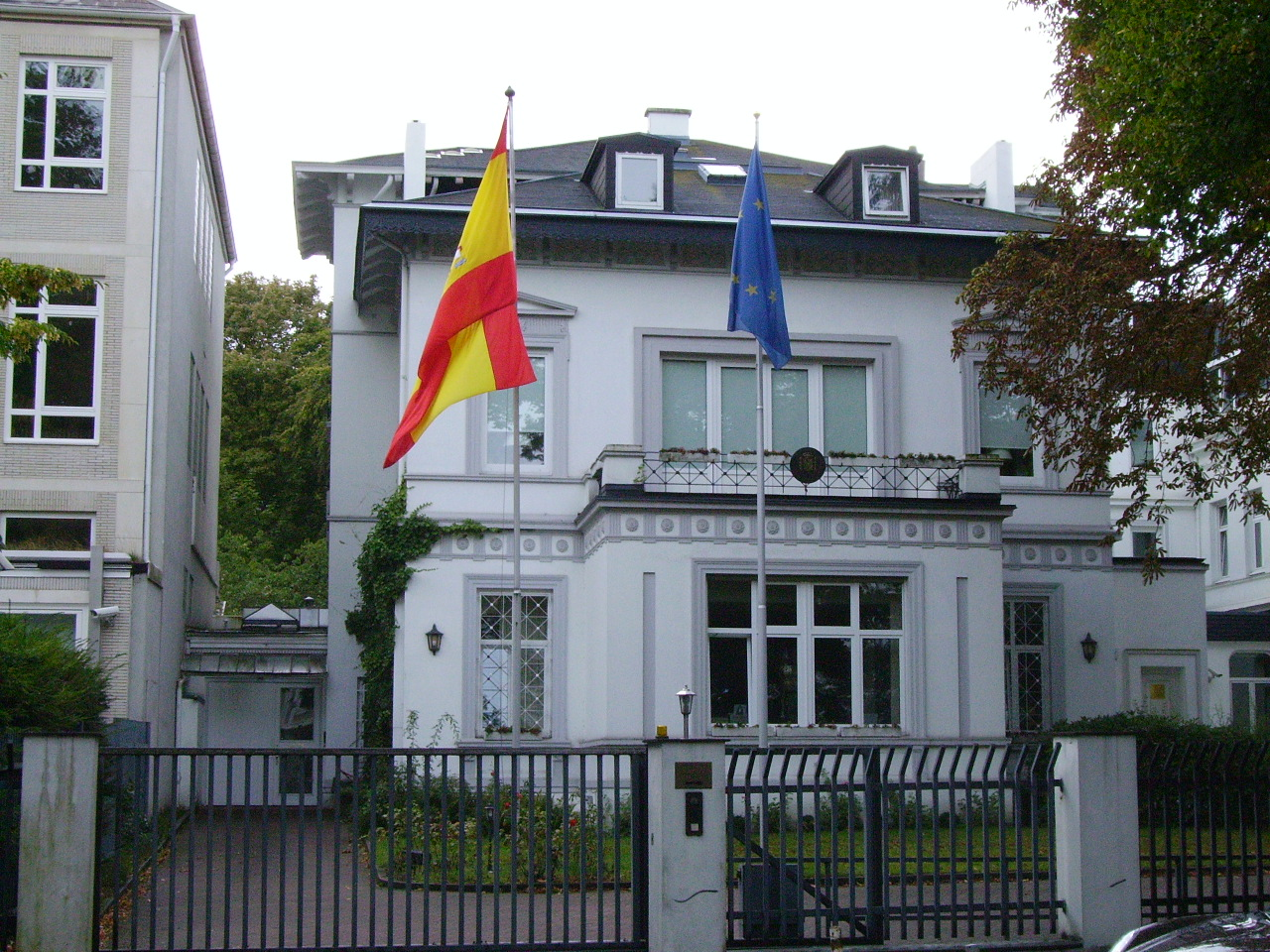
Spanisches Generalkonsulat in Hamburg-Rotherbaum

Nach Gründung der Bundesrepublik (1949) fungierte der damalige Generalkonsul José Hegea Gonzales bis 1951 als erster akkreditierter Geschäftsträger in der jungen Bundesrepublik. Heute befindet sich das spanische Generalkonsulat am Mittelweg 37 im Hamburger Stadtteil Rotherbaum.
- 1948–1951: José Hegea Gonzales

…
- 1963–1967: Emilio Beládiez

…
- 1980–1983: Eduardo Junco
- 1983–1989:
- 1989–1994: Aníbal Julio Jiménez y Abascal
- 1994–2000:
- 2000–2006: Emilio Beladiez Navarro
- 2006–2009: Francisco Javier Collar Zabaleta
- 2009–2012: Joaquín Pérez-Villanueva y Tovar
- 2012–heute: Pedro Martínez-Avial Martín

Stand: April 2016